# Sarcoleotia nigra
Sarcoleotia nigra är en svampart som beskrevs av S. Ito & S. Imai 1934. Sarcoleotia nigra ingår i släktet Sarcoleotia och familjen Geoglossaceae.   Inga underarter finns listade i Catalogue of Life.